# 명서초등학교 (부산)
명서초등학교(鳴書初等學校)는 대한민국 부산광역시 동래구에 있는 공립 초등학교이다.

## 학교 연혁
- 1985년 3월 1일: 개교

## 참고 문헌
- 명서초등학교 - 한국교육학술정보원 학교알리미